# Sunforest (Tom Rapp)
Sunforest è un album a nome di Tom Rapp / Pearls Before Swine, pubblicato dalla Blue Thumb Records nel 1973. Il disco fu registrato all'Electric Lady Studios (New York), House of Cash (Nashville, Tennessee), Quadrofonic Sound (Nashville, Tennessee) ed al Woodland Sound Studios (Nashville, Tennessee).

## Tracce
Brani composti da Tom Rapp (Thomas D. Rapp)
Lato A
1. Coming Back – 2:52
2. Prayers of Action – 2:54
3. Forbidden City – 2:44
4. Love/Sex – 3:54
5. Harding Street – 3:34

Lato B
1. Blind River – 4:52
2. Some Place to Belong – 2:50
3. Sunforest – 6:14
4. Sunshine & Charles – 4:52

## Musicisti
- Tom Rapp - voce, chitarra
- Steve McCord - chitarra, musical advisor
- Jim Colvard - dobro, chitarra
- Bobby Thompson - dobro, chitarra, banjo
- Chip Young - chitarra
- Charlie McCoy - bowed psaletry, armonica (polyphonic), armonica (harp), organo
- Art Ellis - flauto, congas, voce
- Bill Rollins - violoncello
- Chuck Cochran - pianoforte, arrangiamenti (strumenti a corda)
- David Briggs - pianoforte
- Bobby Wood - pianoforte
- Reggie Young - pianoforte
- Bob Dorough - pianoforte
- Buddy Spicher - viola elettrica, violino
- Mike Leech - basso, arrangiamenti (strumenti a corda)
- Bill Salter - basso
- Bob Moore - basso
- Karl Himmel - batteria, campana, windchimes, tamburo arabo, percussioni
- Kenny Buttrey - batteria
- Farrell Morris - percussioni (percussive devices)
- Warren Smith - marimba
- Buzz Cason - armonie vocali
- Diane Harris - armonie vocali